# Craspedolepta longisaeta
Craspedolepta longisaeta är en insektsart som beskrevs av Andrianova och Jan Klimaszewski 1983. Craspedolepta longisaeta ingår i släktet Craspedolepta och familjen rundbladloppor. Inga underarter finns listade i Catalogue of Life.